# 巨板龍屬
巨板龍屬（屬名：Macroplata）是已滅絕海生爬行動物的一屬，是種原始蛇頸龍類動物，生存於侏儸紀早期，身長可達4.5公尺。如同其他蛇頸龍類，巨板龍可能以小型魚類為食，並使用牠們銳利的針狀牙齒來捕捉獵物。巨板龍的肩部骨頭相當大，顯示牠們快速游泳時，有非常巨大的前進力量。相較於更先進的上龍類，巨板龍擁有相當長的頸部，是頭顱骨的兩倍長。
巨板龍目前已有兩個已承認屬：模式種是小頭巨板龍（M. tenuiceps），生存於早侏儸紀的赫唐階、長吻巨板龍（M. longirostris），生存於稍晚的托阿爾階。然而長吻巨板龍被認為足夠特別，可以列於個別的屬。在2011年，長吻巨板龍被改歸類於Hauffiosaurus的一種。

## 外部連結
- Macroplata - the Plesiosaur Directory